# André Coumans
André Jules Marie Coumans (Lieja, 10 d'abril de 1893 – 8 de març de 1958) va ser un genet belga que va competir a començaments del segle xx.
El 1920 va prendre part en els Jocs Olímpics d'Anvers, on va guanyar la medalla de plata en la prova de salts d'obstacles per equips del programa d'hípica amb el cavall Lisette i formant equip amb Henri Laame, Herman d'Hestroy i Herman d'Oultromont.